# Санта Маргерита (Монца и Бријанца)
Санта Маргерита је насеље у Италији у округу Монца и Бријанца, региону Ломбардија.
Према процени из 2011. у насељу је живело 4862 становника. Насеље се налази на надморској висини од 208 м.